# Morning Glory (band)
Morning Glory is een Amerikaanse punkband afkomstig uit New York en opgericht in 2001 als soloproject van Ezra Kire, voormalig lid van de punkbands Choking Victim (dat werd opgeheven in 1999) en Leftöver Crack. De band bestaat tegenwoordig uit Kire (zang, gitaar en piano), Shawn Gardiner (gitaar), Adam Schrager (gitaar en zang), Brett Boland (drums) en Chris Theodorou (basgitaar en zang).
Morning Glory heeft tot op heden drie studioalbums en vier ep's en singles uitgebracht. De band speelt bij het Californische platenlabel Fat Wreck Chords.

## Leden
- Ezra Kire - zang, gitaar en piano
- Shawn Gardiner - gitaar
- Adam Schrager - gitaar en zang
- Brett Boland - drums
- Chris Theodorou - basgitaar en zang

Voormalige leden
- Lucky Strano - gitaar (2003-2012)

## Discografie
Studioalbums
- This is No Time Ta Sleep (2001, Revolution Rock Records en 155 Record Collective)
- Poets Were My Heroes (2012, Fat Wreck Chords)
- War Psalms (2014, Fat Wreck Chords)

Singles en ep's
- The Whole World is Watching (2003, Blacknoise Recordings)
- Always Alone (2013, splitalbum met Off with Their Heads, Fat Wreck Chords)
- Born to December (2013, Fat Wreck Chords)
- Post War Psalms  (2016, Anxious and Angry en Buyback Records)

Videoclips
- "Born to December" (2013)
- "Punx Not Dead, I Am" (2014)
- "I Am Machine Gun" (2014)